# 김민태 (야구인)
김민태(金玟泰, 1971년 3월 23일 ~ )는 전 KBO 리그 태평양 돌핀스, 한화 이글스의 야구 선수인 투수이다. 현재 세한대학교 야구부 감독이다.

## 출신학교
- 신풍초등학교
- 수원북중학교
- 유신고등학교

## 통산 기록
12승